# Lee Page
Lee Page (* 6. November 1987 in Redditch) ist ein englischer Snookerspieler.

## Karriere
Lee Page war schon als Jugendlicher sehr erfolgreich und gewann die englische U-13-Meisterschaft. Mehrfach war er Kapitän englischer Jugendauswahlteams. 2004 nahm er mit 16 Jahren erstmals an der Challenge Tour teil, um sich für die Snooker Main Tour zu qualifizieren. Bereits im Jahr darauf gelang es ihm beim Nachfolgeturnier, der Pontin’s International Open Series (PIOS), sich den achten und letzten Qualifikationsplatz zu sichern. Damit war er in der Saison 2006/07 erstmals bei den Profiturnieren startberechtigt. Sein einziger größerer Erfolg war jedoch der Sieg in der ersten Qualifikationsrunde zur Snookerweltmeisterschaft 2007. Seine Leistung reichte damit nicht für den Verbleib auf der Main Tour.
Im Jahr darauf nahm er wieder an den PIOS-Turnieren teil, kam aber nur einmal ins Viertelfinale. 2008/09 schaffte er das dreimal, bevor er sich mit der Finalteilnahme im siebten von acht Turnieren Platz 3 der PIOS-Wertung und damit ein weiteres Jahr auf der Main Tour sicherte. Bei den sechs Ranglistenturnieren der Saison 2009/10 gelang ihm jedoch nur ein einziger Sieg und so verlor er nach einem Jahr erneut den Profistatus. Es folgte eine Auszeit, in der Page seine Ziele hinterfragte, nach einem Jahr nahm er das Snookerspielen wieder auf.
Danach gab es größere Reformen im Snooker, unter anderem wurde die Players Tour Championship (PTC) eingeführt, an der Profis und Amateure teilnehmen konnten. In drei Jahren kam er dort aber nie über die zweite Hauptrunde hinaus. In der auf drei Qualifikationsturniere reduzierten Main-Tour-Qualifikation, die jetzt Q School hieß, nahm er auch drei Jahre in Folge teil. Im ersten Turnier 2013 gelang ihm der Sieg in seiner Qualifikationsgruppe, was ihn diesmal zur Teilnahme an den nächsten beiden Main-Tour-Spielzeiten berechtigte.
Bei seinem dritten Anlauf im Profisnooker gelang Lee Page im zweiten Turnier der Saison 2013/14, den Australian Goldfields Open ein Auftaktsieg. Mit nur zwei weiteren Siegen bei PTC-Turnieren schaffte er es in diesem Jahr nicht unter die Top 100 der Weltrangliste. Im zweiten Jahr kam er jedoch beim Auftaktturnier, dem Wuxi Classic 2014, erstmals in seiner Karriere unter die letzten 64 eines Ranglistenturniers und er stieß auf Platz 91 in der Weltrangliste vor.